# اینتف ششم
اینتف ششم با نام کامل سِخِم‌رع وِپماآت اینتف (به انگلیسی: Sekhemre-Wepmaat Intef) فرعونی در دودمان هفدهم مصر باستان در دوره دوم میانی بود. مصرشناسان او را گاه با نام اینتف ششم و گاه اینتف پنجم صدا می‌زنند.
او در شهر تبس فرمانروایی می‌کرد و به احتمال زیاد در گورستان همان شهر به خاک سپرده شد. تابوت او، به شماره نگهداری E3019 در موزه لوور، در سده ۱۹ام پیدا شد و نوشته‌های روی آن آشکار ساختند که برادرش اینتف هفتم، که جانشین او نیز به شمار می‌رفت، او را به خاک سپرده.
اینتف ششم و اینتف هفتم هر دو پسران شخصی به نام سوبکم‌سف بودند؛ کسی که به گمان قوی همان سوبکم‌سف یکم بوده و این را نگاره‌های بر روی چارچوب دری در معبدی مربوط به دودمان هفدهم در ذراع ابوالنجا آشکار ساخته.